# Nikolaj Abramov
Nikolaj Ivanovič Abramov (in russo Николай Иванович Абрамов?; Kotel'niki, 5 gennaio 1950 – Mosca, 6 agosto 2005) è stato un calciatore sovietico, di ruolo difensore.

## Carriera

### Club
Ha giocato nella prima divisione sovietica.

### Nazionale
Ha partecipato agli Europei del 1972.

## Palmarès

### Club

#### Competizioni nazionali
- Campionato sovietico: 1

Spartak Mosca: 1969
- Coppa dell'Unione Sovietica: 1

Spartak Mosca: 1971